# Río Sarayaquillo
Der Río Sarayaquillo ist ein etwa 100 km langer linker Nebenfluss des Río Ucayali in Ost-Peru. Er entwässert den Westen des Distrikts Vargas Guerra in der Provinz Ucayali der Region Loreto.

## Flusslauf
Der Río Sarayaquillo entspringt im äußersten Westen des Distrikts Vargas Guerra auf etwa 1200 m Höhe in der Cordillera Azul, einem Gebirgszug der peruanischen Ostkordillere. Der Río Sarayaquillo fließt anfangs in überwiegend östlicher Richtung. Nach 20 Kilometern verlässt er das Bergland und durchquert auf den folgenden 15 Kilometern in nordöstlicher Richtung eine vorandine Landschaft. Anschließend durchschneidet er einen 400 m hohen Höhenrücken und erreicht das Amazonastiefland. Er fließt nun erneut nach Osten. Ab Flusskilometer 50 weist der Río Sarayaquillo ein teils stark mäandrierendes Verhalten mit zahlreichen engen Flussschlingen und Altarmen auf. Er mündet schließlich 6,5 km nordnordöstlich der Kleinstadt Orellana in den Río Ucayali.

## Einzugsgebiet und Hydrologie
Das Einzugsgebiet des Río Sarayaquillo misst ungefähr 550 km². Es liegt vollständig innerhalb des Distrikts Vargas Guerra und reicht von der Cordillera Azul im Westen bis zum Río Ucayali im Osten. Das Einzugsgebiet oberhalb von Flusskilometer 60 befindet sich zum Teil im Nationalpark Cordillera Azul. Das Einzugsgebiet des Río Sarayaquillo grenzt im Süden an das des Río Ucayali oberstrom gelegenen Río Ucayali, im Südwesten an das des Río Cushabatay sowie im Norden an das des Río Santa Catalina.